# Philip Kohnstammhuis

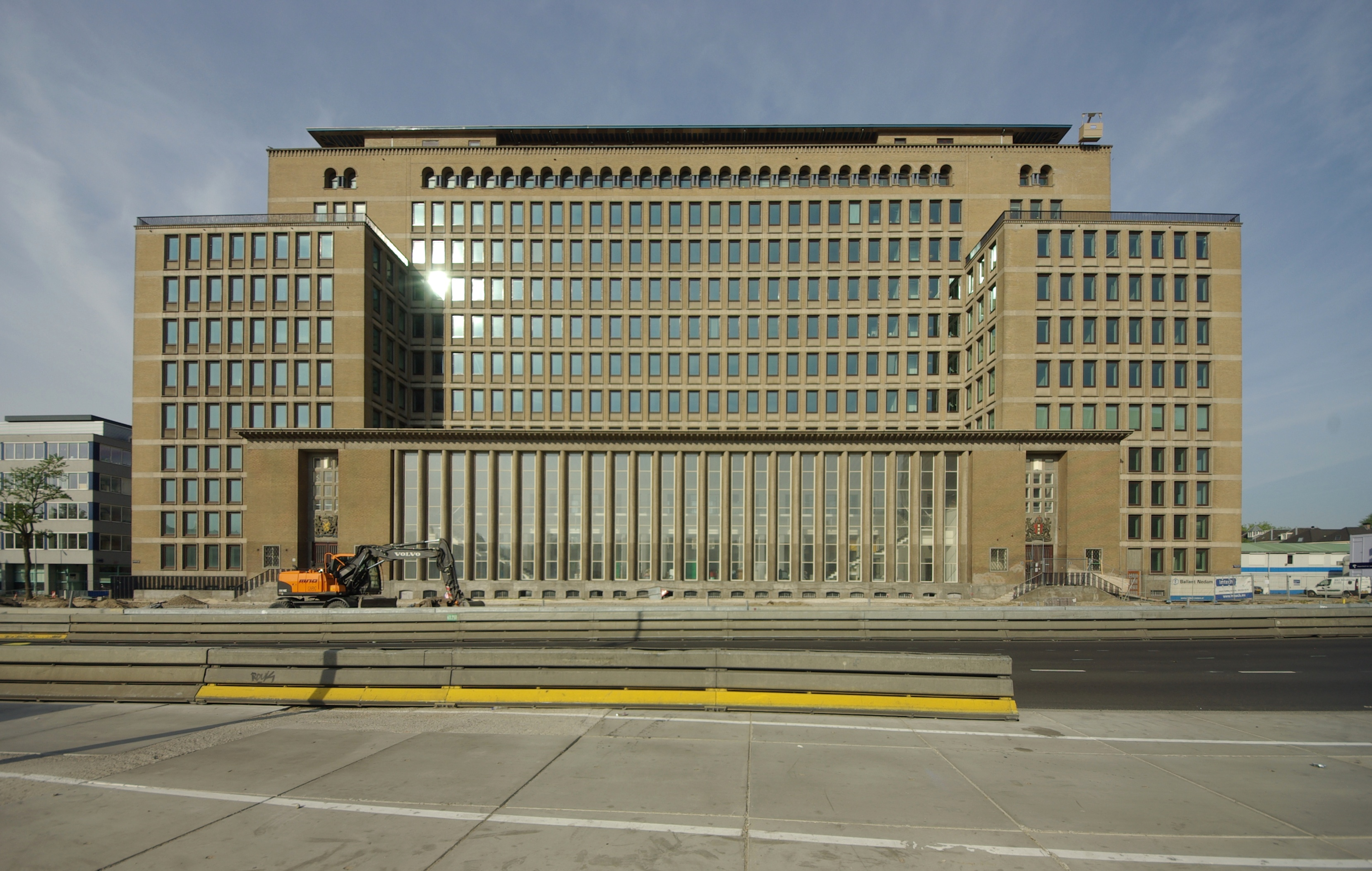
Blick von Osten, 2011

Das Philip Kohnstammhuis (früher offiziell Rijks- of centraal belastingkantoor Amsterdam) ist ein 1954 bis 1958 erbautes Verwaltungsgebäude in Amsterdam (Stadtbezirk Amsterdam-Oost). Der Entwurf des neoklassizistischen Bauwerks stammt von dem bekannten Architekten Gijsbert Friedhoff. Der 48 Meter hohe Komplex befindet sich seit 2007 in der Top 100 der niederländischen Denkmäler 1940–1958.

## Lage und Umgebung
Das Kohnstammhuis befindet sich an der Ecke Wibautstraat/Rhijnspoorplein. Es bildete mit dem Singelgrachtgebouw (1939–1951) und dem 2007 abgebrochenen Wibauthuis (1961–1968) auf der gegenüberliegenden Seite der Wibautstraat ein markantes Ensemble Niederländischer Nachkriegsarchitektur an exponierter Lage.

## Architektur

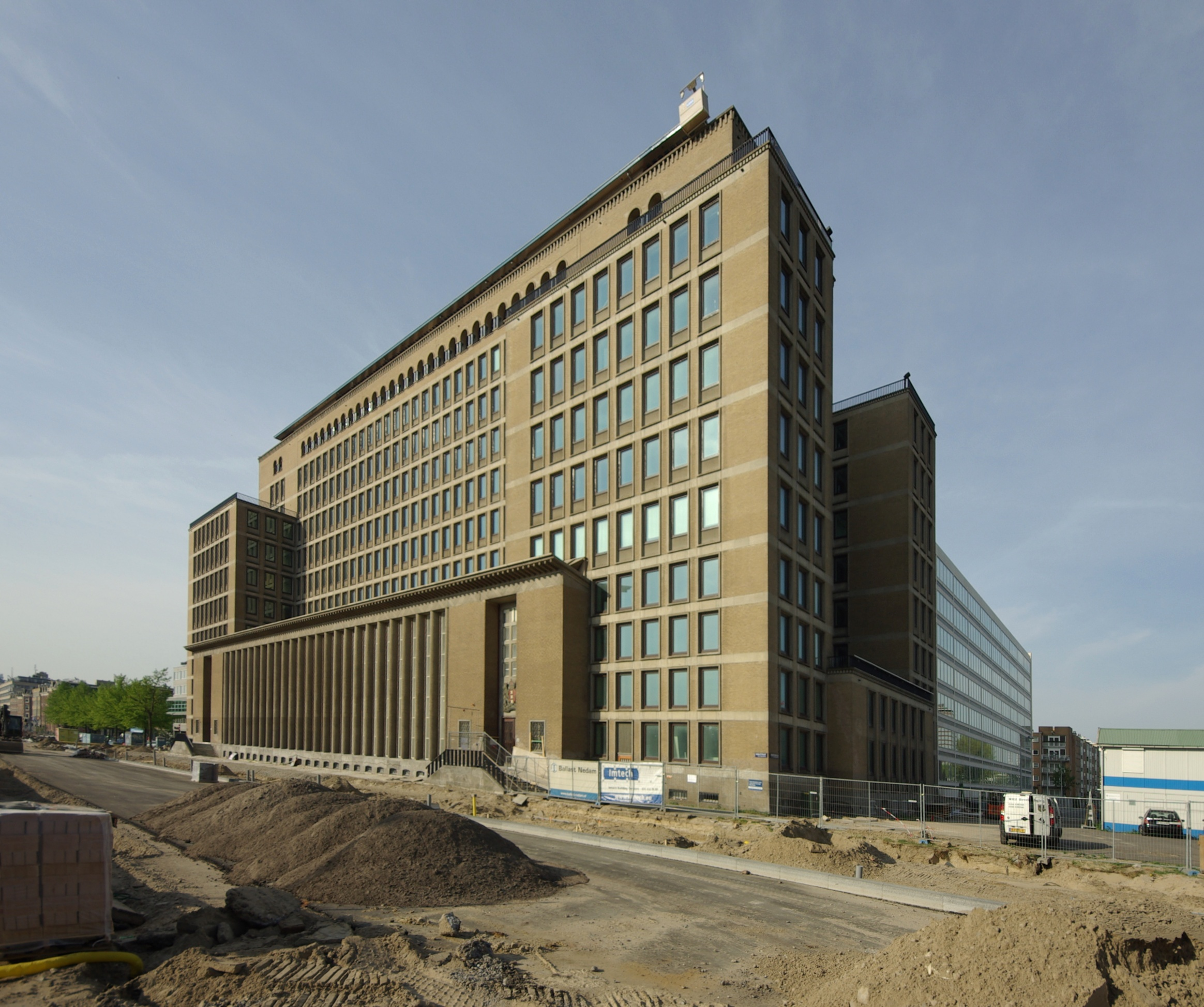
Blick von Nordosten, rechts der später errichtete Anbau des Theo Thijssenhuis, 2011

Im Gebäude befand sich ursprünglich die Zentrale des Finanzamtes (Belastingdienst). Architekt Gijsbert Friedhoff (1892–1970) entwarf ein Bauwerk der traditionellen Delfter Schule, einer Gegenbewegung der modernen Amsterdamer Schule. Das rechteckige Hauptgebäude verfügt über vier Ecktürme. Über dem Keller befinden sich 13 Stockwerke. Die Ecktürme sind neun Stockwerke hoch. An der Längsseite zur Wibautstraat befindet sich zwischen den Ecktürmen eine mit Halbsäulen verzierte Eingangshalle. Auffallend sind auch die Rundbogenfenster in der 12. Etage. Das höchste Stockwerk besteht aus einer Galerie, die von einer offenen Plattform umgeben ist. Das Gebäude wird durch eine Walmdachkonstruktion mit zwei Dachreitern abgeschlossen. Das Bauwerk wurde von Kritikern gelegentlich als eines der wenigen Beispiele nationalsozialistischer und stalinistischer Architektur in den Niederlanden bezeichnet. Der 1970 errichtete Seitenflügel (Mauritsvleugel) mit sieben Stockwerken wurde weitgehend funktionell gestaltet. Er wurde von den Architekten Bolten und Jo Vegter entworfen. Er ist sieben Stockwerke hoch. Seit der Übernahme durch die Hogeschool van Amsterdam im Jahr 2011 wird der Anbau als Theo Thijssenhuis bezeichnet.

## Konstruktion und Daten
Das 48 Meter hohe Gebäude besteht aus einem Stahlbetonskelett. Die Fassade ist mit gelben Backsteinen verkleidet. Die Gesamtfläche der Innenräume beträgt 41.300 m².

## Heutige Nutzung
Nachdem das Finanzamt Ende der 1990er Jahre an einen neuen Standort zog, stand das Gebäude zeitweise leer. Vor einer neuen Nutzung war eine grundlegende Sanierung des Gebäudes erforderlich, die in den 2000er Jahren in Angriff genommen wurde. Am 15. Oktober 2007 wurde bekannt, dass das Kohnstammhuis in die Top 100 der niederländischen Denkmäler 1940–1958 aufgenommen wurde. Das nicht unter Denkmalschutz stehende Wibauthuis wurde hingegen 2007 abgerissen. Bis 2011 wurde das nach dem niederländischen Philosophen Philip Kohnstamm (1875–1951) benannte Haus sowie das benachbarte, mit dem Kohnstammhuis über eine Brücke in der 6. bis 8. Etage verbundene, Theo Thijssenhuis saniert. Seit 2011 werden beide Gebäude als Teil des Amstelcampus von der Hogeschool van Amsterdam genutzt. Das Kohnstammhuis ist Sitz der Fakultät für Bildung und Ausbildung. Es ist über zwei kleine Eingänge an der Wibautstraat und einen großen Eingang am Kohnstammhof zugänglich. Neben Hörsälen und Seminarräumen befinden sich im Philip Kohnstammhuis Aufenthaltsräume und ein Restaurant sowie das Debatten- und Aktivitätszentrum FLOOR für den Austausch zwischen Studenten, Lehrkörper und der Stadt Amsterdam.